# Meridiano 91 W
O meridiano 91 W é um meridiano que, partindo do Polo Norte, atravessa o Oceano Ártico, América do Norte, Golfo do México, América Central, Oceano Pacífico, Oceano Antártico, Antártida e chega ao Polo Sul. Forma um círculo máximo com o Meridiano 89 E.
Começando no Polo Norte, o meridiano 91º Oeste tem os seguintes cruzamentos:
| País, território ou mar     | Notas |
| --------------------------- | --- |
| Oceano Ártico               | |
| Canadá                      | Nunavut - Ellesmere, Nunavut |
| Estreito de Nansen          | |
| Canadá                      | Ilha Axel Heiberg, Nunavut |
| Baía Norueguesa             | |
| Canadá                      | Ilhas Graham e Buckingham, Nunavut |
| Baía Norueguesa             | |
| Canadá                      | Ilha de Devon, Nunavut |
| Canal de Parry              | Estreito de Barrow |
| Canadá                      | Ilha Somerset, Nunavut |
| Enseada do Príncipe Regente | |
| Golfo de Boothia            | |
| Canadá                      | Nunavut - Parte continental |
| Baía de Hudson              | |
| Canadá                      | Nunavut - Ilha Marble |
| Baía de Hudson              | |
| Canadá                      | Manitoba Ontário |
| Estados Unidos              | Minnesota |
| Lago Superior               | |
| Estados Unidos              | Wisconsin Iowa Illinois Iowa Illinois Missouri Arkansas Mississippi Arkansas - Mississippi Louisiana Mississippi Louisiana Mississippi Louisiana |
| Golfo do México             | |
| México                      | Campeche Tabasco |
| Guatemala                   | |
| México                      | Chiapas |
| Guatemala                   | |
| Oceano Pacífico             | Passa a oeste da ilha Pinta, Galápagos, Equador · Passa a oeste da ilha Santiago, Galápagos, Equador                                             |
| Equador                     | Ilha Isabela, Galápagos |
| Oceano Pacífico             | |
| Oceano Antártico            | Passa a oeste da ilha de Pedro I, reclamada pela Noruega                                                                                         |
| Antártida                   | Território não reivindicado |